# Davina Davis
Davina Davis (Providence, Rhode Island; 22 de julio de 1995) es una actriz pornográfica y modelo erótica estadounidense.

## Biografía
Nació en julio de 1995 en Providence, capital del estado norteamericano de Rhode Island, aunque parte de su juventud la pasó en Texas. Comenzó trabajando como modelo de fitness gracias a su físico y a su entrenamiento en la técnica del Krav Maga israelí. En un viaje a Los Ángeles entró en contacto con gente de la industria que la animó a entrar en ella, debutando en 2014, a los 19 años, como actriz pornográfica.
Como actriz, ha grabado para productoras como Team Skeet, Girlfriends Films, Mofos, Kick Ass, Evil Angel, Penthouse, New Sensations, Blacked, Twistys, Brazzers, Digital Playground, Kink.com, Digital Sin o Filly Films, entre otras.
Ha aparecido en más de 130 películas como actriz.
Algunas películas suyas son Age Of Consent, Babes on Babes, Evil Squirters 2, Hot Box Lovers 2, Kissing Kousins, My First Cream Pie 13, Playing With Pussy 2, Secret Desires, Teen Lesbian Fantasies o Tight 4.